# Sztuczna broda Świętego Mikołaja
Sztuczna broda Świętego Mikołaja (tyt. oryg. Father Christmas’s Fake Beard) – brytyjski zbiór dziesięciu bożonarodzeniowych opowiadań autorstwa Terry'ego Pratchetta, wydany po jego śmierci 5 października 2017 z ilustracjami Marka Beecha. W Polsce zbiór ukazał się 27 listopada 2018 w tłumaczeniu Macieja Szymańskiego, nakładem Domu Wydawniczego Rebis. Zbiór rozpoczyna tekst, w którym pracownicy pewnego sklepu wysyłają sobie listy dotyczące niesfornego pracownika, który okazuje się Świętym Mikołajem. 